# Mur de seguretat
Un mur de seguretat és una barrera en forma de tanca o mur que actua com a frontera impedint el pas de la població d'una banda a l'altra. La majoria de murs sorgeixen o bé per controlar la immigració il·legal o bé per defensar-se de països veïns, com el mur de Berlín, ja enderrocat.
Els murs de seguretat que romanen actius són:
- Línies de la pau de Belfast, per separar catòlics i protestants, construïdes el 1970 i ara obertes però encara existents
- Mur entre Egipte i Gaza, amb seccions subterrànies per evitar el contraban, actiu des del 1979
- Mur saharaui, de 1987
- Tanca de Ceuta i Tanca de Melilla, per evitar la immigració a Espanya, actives des de 1998, han protagonitzat incidents per les entrades massives des del Marroc
- Mur entre Uzbekistan i Kirguizstan per prevenir el terrorisme entre països enfrontats pels recursos naturals, des del 1999, té rèpliques a altres fronteres uzbeques
- Línia de Control, mur al Caixmir pel conflicte històric de la regió
- Mur entre Iemen i Aràbia Saudí, per evitar les migracions del primer cap a la segona, en peu des de 2004
- Mur de Bagdad, per protegir les zones de seguretat estrangeres, està encara en construcció
- Mur de Cisjordània, entre Israel i territoris palestins, es construeix per fases
- Mur fronterer EUA-Mèxic, un dels punts calents de la immigració global, amb diversos morts intentant creuar-lo